# راتبه نیشابوری
راتبه نیشابوری (۲۵۹-۳۰۵ق) شاعر، موسیقی‌دان، خواننده و بربط‌نواز دوران طاهریان است.

نویسنده طبقات ناصری (منهاج السراج) چنین می‌نویسد:
«او از کنیزان محمود وراق از بزرگان نیشابور بود که وقتی محمد بن طاهر بن عبدالله (آخرین پادشاه طاهریان) شنید که او خود غزل می‌گوید و بربط می‌زند، بدو میل پیدا کرد و او را از محمود به بهای تمام خواست؛ ولی محمد به علت دلبستگی او و محمود، زرها را به خواجه بخشید و این کار صورت نگرفت.»